# マンハッタンの奇譚クラブ
『マンハッタンの奇譚クラブ』（マンハッタンのきたんくらぶ、The Breathing Method）は、スティーヴン・キングの中編小説。1982年8月に出版された作品集『恐怖の四季』に冬の物語 "A Winter's Tale"として収められた。

## あらすじ
中年のマンハッタンの弁護士デイビッドがナレーターである。シニアパートナーの招待で、ニューヨーク、35ストリートにあるクリスマスに会員達が持ち回りで語り聞かせあう奇妙なクラブに参加する。そこでは読書、おしゃべり、ビリヤードとチェスなどが行われていた。なおこのクラブは短編小説『握手しない男』（骸骨乗組員収録）にも登場する。
クリスマスを前にしたある木曜日、年老いた医師エムリン・マッキャロンは彼の若かりし頃のとあるエピソードについて話しはじめる。それは経済的問題、社会的非難にもかかわらず非嫡出子を出産することを決意したある妊婦の話であった。その時、マッキャロンは彼女の勇気とユーモアを褒め称え、そして彼女と恋に落ちた。
彼は最新の(1930年代において) 呼吸法を彼女を出産において助ける為に伝授した。しかし、ある冷たい冬の夜に彼女は病院に向かう途中、タクシーの事故により首と胴体が切断されてしまう。マッキャロンは事故現場に到着し、彼女がまだ何とか生きていることに気づく。彼女の肺はまだ動き続け、頭は赤ん坊をうむために呼吸法を行っていた。マッキャロンはよくは赤ん坊が生まれるように努力した。
彼女は最後に甘く"Thank you"と囁く。彼女が死ぬ前に、マッキャロンは彼女の赤ん坊が男の子であることを伝える。マッキャロンと彼の職場の看護婦は、身寄りのない彼女の埋葬代を肩代わりする。
その子どもは養子となった。養子記録の機密性にもかかわらず、マッキャロンは長年にわたって彼を追跡することができた。その子はまだ45歳手前であり、学識深い大学教授となっていた。マッキャロンは彼に会うことのできるよう手配した。彼は"He had his mother's determination, gentlemen,"そして"and his mother's hazel eyes."とメンバーに言った。